# Nymphaea stuhlmannii
Nymphaea stuhlmannii ist eine Pflanzenart aus der Gattung der Seerosen (Nymphaea) innerhalb der Familie der Seerosengewächse (Nymphaeaceae). Diese Wasserpflanze kommt nur in Tansania vor.

## Beschreibung

### Vegetative Merkmale
Nymphaea stuhlmannii ist eine ausdauernde krautige Pflanze. Das schwarz-braune Rhizom ist bei einer Länge von 5 bis 12 Zentimetern sowie einem Durchmesser von 3 bis 4 Zentimetern kugelig bis eiförmig und bildet weiße, lange Wurzeln. Die Laubblätter sind in Blattstiel und -spreite gegliedert. Die einfache, ganzrandige Blattspreite ist bei einer Länge von etwa 25,5 Zentimeter sowie einer Breite von etwa 21 Zentimeter eiförmig bis rund. Die Blattaderung ist prominent.

### Generative Merkmale
Die gelben, tagblühenden, duftenden Blüten weisen einen Durchmesser von 10 bis 15 Zentimetern auf. Die vier Kelchblätter sowie die 22 breiten Kronblätter sind verkehrt-eiförmig. Es sind etwa 125 Staubblätter vorhanden. Etwa 23 Fruchtblätter sind zu einem Fruchtknoten verwachsen. Die 3 bis 4,5 Zentimeter lange und 4 bis 6 Zentimeter breite Frucht enthält zahlreiche Samen. Die Samen sind bei einer Länge von 0,7 bis 1 mm sowie einem Durchmesser von 0,5 bis 0,75 mm eiförmig.

## Taxonomie
Das Typusexemplar wurde von Franz Ludwig Stuhlmann (1863–1928) am 16. Juli 1890 in Uniamweni, Gunda mkali, in der Nähe von Bibisande, Afrika in einer Höhenlage von etwa 1200 Meter gesammelt.
Die Erstbeschreibung erfolgte 1895 als Varietät Nymphaea lotus var. stuhlmannii Engl. durch Adolf Engler in Pflanzenw. Ost-Afrikas C, S. 178. Sie hat 1903 durch Georg August Schweinfurth und Ernest Friedrich Gilg in Kolonial-Wirtschaftliches Komitee. Kunene-Sambesi-Expedition H. Baum 1903. Im Auftrag des Kolonial-Wirtschaftlichen Komitees Herausgegeben von ... O. Warburg. Berlin, S. 236 den Rang einer Art Nymphaea stuhlmannii (Engl.) Schweinf. & Gilg erhalten. Das Artepitheton stuhlmannii ehrt Franz Ludwig Stuhlmann, der das Typusexemplar gesammelt hat.
Weitere Synonyme für Nymphaea stuhlmannii (Engl.) Schweinf. & Gilg sind: Nymphaea lotus var. stuhlmannii Engl., Nymphaea burttii Pring & Woodson, Nymphaea citrina Peter, Nymphaea holoxantha Peter

## Lebensraum
Nymphaea stuhlmannii kommt in flachen, saisonal trockenen Tümpeln in einer Höhenlage von 1140 Metern vor. Die Rhizome sind während der Trockenzeit an der Oberfläche freigelegt.

## Gefährdung
Nymphaea stuhlmannii ist eine vom aussterben bedrohte Art und wird auf der Rote Liste gefährdeter Arten als Endangered (EN) eingestuft. Es wurde zeitweise befürchtet, dass Nymphaea stuhlmannii ausgestorben sei.